# Елленвілл (Нью-Йорк)
Елленвілл (англ. Ellenville) — селище (англ. village) в США, в окрузі Ольстер штату Нью-Йорк. Населення — 4167 осіб (2020).

## Географія
Елленвілл розташований за координатами 41°42′18″ пн. ш. 74°21′44″ зх. д. / 41.70500° пн. ш. 74.36222° зх. д. (41.705109, -74.362230).  За даними Бюро перепису населення США в 2010 році селище мало площу 22,82 км², з яких 22,60 км² — суходіл та 0,22 км² — водойми.

## Демографія
Згідно з переписом 2010 року, у селищі мешкало 4135 осіб у 1578 домогосподарствах у складі 1047 родин. Густота населення становила 181 особа/км².  Було 1845 помешкань (81/км²).
Расовий склад населення:
| - 68,1 % — білих - 13,7 % — чорних або афроамериканців - 2,4 % — азіатів - 1,3 % — корінних американців - 0,1 % — вихідців з тихоокеанських островів - 7,7 % — осіб інших рас |

До двох чи більше рас належало 6,7 %. Частка іспаномовних становила 27,9 % від усіх жителів.
За віковим діапазоном населення розподілялося таким чином: 28,5 % — особи молодші 18 років, 59,4 % — особи у віці 18—64 років, 12,1 % — особи у віці 65 років та старші. Медіана віку мешканця становила 35,9 року. На 100 осіб жіночої статі у селищі припадало 94,1 чоловіків;  на 100 жінок у віці від 18 років та старших — 89,1 чоловіків також старших 18 років.
Середній дохід на одне домашнє господарство  становив 61 427 доларів США (медіана — 45 800), а середній дохід на одну сім'ю — 70 632 долари (медіана — 52 849). Медіана доходів становила 54 857 доларів для чоловіків та 35 236 доларів для жінок. За межею бідності перебувало 17,5 % осіб, у тому числі 21,7 % дітей у віці до 18 років та 22,9 % осіб у віці 65 років та старших.
Цивільне працевлаштоване населення становило 1601 особа. Основні галузі зайнятості: освіта, охорона здоров'я та соціальна допомога — 34,5 %, мистецтво, розваги та відпочинок — 14,3 %, будівництво — 9,9 %, публічна адміністрація — 8,4 %.